# ФК «Вікторія» (Жижков) у сезоні 1926—1927
ФК «Вікторія» (Жижков) у сезоні 1926—1927 — сезон чехословацького футбольного клубу «Вікторія» (Жижков). У чемпіонаті Чехословаччини команда посіла шосте місце. Через суперечності між клубами і федерацією старт змагань затримався. У підсумку восени 1926 року команди так і не зіграли, а весною 1927 року був проведений короткий турнір в одне коло. 

## Чемпіонат Чехословаччини

### Підсумкова таблиця
|   | Команди              | І | В | Н | П | МЗ | МП | О  |
| - | -------------------- | - | - | - | - | -- | -- | -- |
| 1 | Спарта (Прага)       | 7 | 6 | 1 | 0 | 33 | 6  | 13 |
| 2 | Славія (Прага)       | 7 | 5 | 1 | 1 | 30 | 12 | 11 |
| 3 | Богеміанс (Прага)    | 7 | 3 | 2 | 2 | 14 | 15 | 8  |
| 4 | Кладно               | 7 | 3 | 1 | 3 | 18 | 26 | 7  |
| 5 | Краловські Виногради | 7 | 2 | 2 | 3 | 13 | 14 | 6  |
| 6 | Вікторія (Жижков)    | 7 | 2 | 2 | 3 | 17 | 22 | 6  |
| 7 | Нусельский (Прага)   | 7 | 1 | 2 | 4 | 14 | 22 | 4  |
| 8 | Метеор-VIII (Прага)  | 7 | 0 | 1 | 6 | 9  | 31 | 1  |

### Матчі
- Спарта — 0:9
- Славія — 3:3
- Богеміанс — 1:2
- Кладно — 1:2
- Краловські Виногради — 2:1
- Нусельський СК — 4:4
- Метеор VIII — 6:1

### Склад
| «Вікторія» в чемпіонаті 1927 Воротар: Вацлав Бенда, Владімір Бєлік (3) Захисники: Франтішек Стеглік, Ладислав Матуш, Ладислав Женишек, Йозеф Сухий. Півзахисники: Вілем Кьоніг, Войтех Сибал-Мікше, Антонін Кліцпера, Рудольф Папп (4) Нападники: Йозеф Єлінек (?.1), Карел Медуна (?.3), Їржі Мареш, Антонін Кржиштял, Отто Новак (?.7), Вацлав Ванік-Вана (?.6), Сінгер (2), Богумил Румі (1). Тренер Йозеф Бєлка |

## Товариські матчі
| ТМ 19.09.1926 | «Вікторія»       | 1:3        | «Ювентус»                   | Турин |  |
| | Мареш 89' (пен.) | (протокол) | 11' 67' Хірзер 87' Мунераті |       |  |
| Вікторія: Вацлав Бенда, Ладислав Женишек, Франтішек Стеглік, Вілем Кьоніг, Задек, Вацлав Ванік, Їржі Мареш, Карел Медуна, Отто Новак, Антонін Кржиштял, Бендова Ювентус: Джанп'єро Комбі, Вірджиніо Розетта, Луїджі Аллеманді, Йозеф Віола, Маріо Менегетті, Альфредо Гатті, Федеріко Мунераті, Антоніо Вояк, Ференц Хірзер, Джузеппе Граббі |                  |            |                             |       |  |

| ТМ 9.10.1926 | «Ференцварош»/МТК/«Уйпешт» | 3:1  | «Вікторія» (Жижков) | Будапешт                |  |
| | Рейшнер Штофіан Д.Шенкей   | звіт | Мареш               | Стадіон: Гунгарія Керут |  |
| Комбінована команда: Сулік (УТЕ), Манді (МТК), Сафка (УТЕ), Фурманн (ФТК), Шандор (ФТК), Блум (ФТК), Д.Шенкей (МТК), Чонтош (УТЕ), Штофіан (УТЕ), Рейшнер (УТЕ), Г.Сабо (УТЕ) Вікторія: Бенда, Женішек, Стеглік, Сухий, Вольф, Сибал-Мішке, Мареш, В.Ванік, Медуна, Грдіна, Єлінек |                            |      |                     |                         |  |